# Denopelopia bractea
Denopelopia bractea är en tvåvingeart som beskrevs av Cheng och Wang 2005. Denopelopia bractea ingår i släktet Denopelopia och familjen fjädermyggor. Inga underarter finns listade i Catalogue of Life.